# Lazarus (Schubert)
Lazarus est un drame religieux de Franz Schubert sur un livret d'August Hermann Niemeyer.

## Synopsis
Premier acte
Un jardin devant une maison de campagne.
Marie et Marthe, les sœurs de Lazare, conduisent le frère malade hors de la maison, sous un palmier ombragé et l'inclinent doucement sur une pelouse fleurie. Son visage est pâle, mais pas défiguré. Ici, dans le jardin, avant de mourir, Lazare veut « se réjouir une fois de plus de la création de Dieu » et réconforte ses sœurs Maria et Marthe de ne pas pleurer pour lui. Peu à peu, Nathanael, Jemina et d'autres amis les rejoignent. Lazare meurt.
Deuxième acte
Un champ verdoyant de pierres tombales, planté de palmiers et de cèdres. Au fond un bosquet et au loin le chemin de la demeure de Lazare.
Simon, l'ami de Lazare, arrive. Ensemble, les amis mettent Lazare dans sa tombe et pleurent sa mort.
Troisième acte
La même scène qu'au premier acte.
Marthe se précipite et rapporte qu'elle « a volé à la rencontre du saint » et l'a supplié : « Oh, si tu avais été ici, mon frère ne serait pas mort. » Il répond en demandant si Martha croit qu'il est « le releveur et la vie ». Maria est heureuse de la nouvelle de cette rencontre et suscite l'espoir. Au milieu du tonnerre et des louanges des personnes présentes, Lazare apparaît. Lazare rapporte avoir été renvoyé par le « releveur » et accueille ses sœurs et amis.

## Airs
Premier acte
1. (Lazarus) Hier lasst mich ruhen
2. (Martha) Noch einen Augenblick
3. (Maria) Trübe nicht mit Klagen deine Seele
4. (Arie Maria) Steh im letzten Kampf dem Müden
5. (Lazarus) Voll Friede
6. (Nathanael) So segne mich
7. (Lazarus) Willkommen, mein Nathanael
8. (Arie Nathanael) Wenn ich ihm nachgerungen habe
9. (Martha) Nathanael, bewundern kann ich dich
10. (Maria) O Martha, bliebst du stiller
11. (Maria) Der Trost begleite dich hinüber
12. (Maria) Wenn nun mit tausendfachen Qualen
13. (Arie Maria) Gottes Liebe, du bist seine Zuversicht
14. (Jemina) Ach so, finde ich noch
15. (Lazarus) Jemina, Tochter der Auferstehung
16. (Arie Jemina) So schlummert auf Rosen die Unschuld ein
17. (Jemina) Nun entflog auf schnellen Schwingen
18. (Jemina) Ach seht, er wird so bleich
19. (Lazarus) Ich sterbe, ach nun kommt
20. (Chœur) Allgnädiger, heile du unsrer Seele Wunde

Deuxième acte
1. Introduction
2. (Simon) Wo bin ich
3. (Arie Simon) O könnt ich, Allgewaltiger
4. (Nathanael) Wes ist der Klage Stimme
5. (Chœur) Sanft und still schläft unser Freund
6. (Nathanael) So legt ihn in Blumen
7. (Arie Martha) Hebt mich der Stürme Flügel
 La partition de Schubert du fragment s'interrompt au milieu de cet air. Les parties suivantes n'ont été mises en musique que par J. H. Rolle ou E. Denissow :
8. (Nathanael) Einst-wenn vom Abend und vom Morgen her
9. (Un jeune) Mein stiller Abend ist gekommen
10. (Chœur) Wiedersehen! sei uns gesegnet

Troisième acte
1. (Martha) Ich habe ihn gesehen
2. (Arie Maria) Auferwecker!
3. (Martha) Maria! Ach wenn er den Schlummernden
4. (Maria) Ich folge, meine Schwester!
5. (Simon) Wie ich wanke! Wie ich irre!
6. (Chœur) Preis dem Erwecker!
7. (Chœur) Er kam, mit Trost des Himmels
8. (Chœur) Preis dem Erwecker!
9. (Nathanael) Simon! Simon, noch so trübe dein Auge
10. (Lazarus) Willkommen, meine Brüder
11. (Arie Lazarus) O dass mit Himmelsharmonien
12. (Chœur) Mehr! viel mehr! Kein Harfenklang
13. (Simon) O Tag des Jubels
14. (Arie Simon) In Wetterwolken eingehüllt
15. (Nathanael) Was wird jener Tag sein
16. (Lazarus) Ich will dich singen
17. (Chœur) Heilige Stätte
18. (Chœur) Komm, Wonnetag

## Histoire
Le livret de ce drame musical est écrit par August Hermann Niemeyer pour le compositeur de Magdebourg Johann Heinrich Rolle, qui le met en musique pour la première fois en 1778. Il raconte la résurrection de Lazare de Béthanie d'après l'Évangile selon Jean.
Franz Schubert compose Lazarus en février 1820. L'œuvre est écrite pour six solistes, chœur et orchestre. Composé de trois actes, elle est un mélange de cantate, d'oratorio et d'une sorte d'opéra sacré. Lazarus n'a survécu que sous forme de fragments. La partie survivante de la musique s'interrompt à l'enterrement. En plus de la première « intrigue », qui se trouvait dans la succession de Schubert, le fragment se compose de la deuxième « intrigue » fragmentaire, qui apparaît dans la collection de l'expert de Beethoven Alexander Wheelock Thayer en 1860, et du dernier feuillet, qui apparaît en 1863 chez Johann von Herbeck.
L'œuvre est présentée pour la première fois sous cette forme en 1863 par Johann von Herbeck (avec la participation du Wiener Singverein) à la Société philharmonique de Vienne.

## Source de la traduction
- (de) Cet article est partiellement ou en totalité issu de l’article de Wikipédia en allemand intitulé « Lazarus (Schubert) » (voir la liste des auteurs).